# Gaston Claris
Antoine-Gabriel-Gaston Claris, né le 6 septembre 1843 à Montpellier et mort le 30 décembre 1899 à Levallois-Perret est un polytechnicien et militaire français. Quittant l'armée, il s'oriente vers la peinture et l'illustration de scènes militaires.

## Biographie
Originaire d'une famille de Pézenas, son père avait été élève de l'école polytechnique et décoré de la Légion d'honneur. Il sera lui aussi polytechnicien, fantassin puis artilleur dans l'armée où il obtient le grade de capitaine. Il participe à la guerre franco-prussienne de 1870 et est fait prisonnier à Sedan. Il donne sa démission de l'armée en 1873 pour raison de santé et pour se consacrer à la peinture. Il suit les cours d'Ernest Meissonier, d'Évariste-Vital Luminais et d' Édouard Detaille, figures du style pompier et des scènes militaires qui correspondent à ce qu'aime peindre Claris. Il expose au Salon des artistes français et obtient une mention honorable en 1885 avec Revue à Longchamps. Il publie en 1895 un ouvrage L'X, notre école polytechnique qu'il illustre de plusieurs planches d'uniformes militaires.

## Œuvres
- La Charge d'Alincourt, musée Fabre de Montpellier, dépôt à la Cour d'Appel de Montpellier.
- Revue à Longchamps, Salon de 1885, location inconnue.
- Prisonniers français escortés par des Prussiens, 1888, collection particulière
- Mouzon, 30 août 1870, musée municipal de Sedan[3].

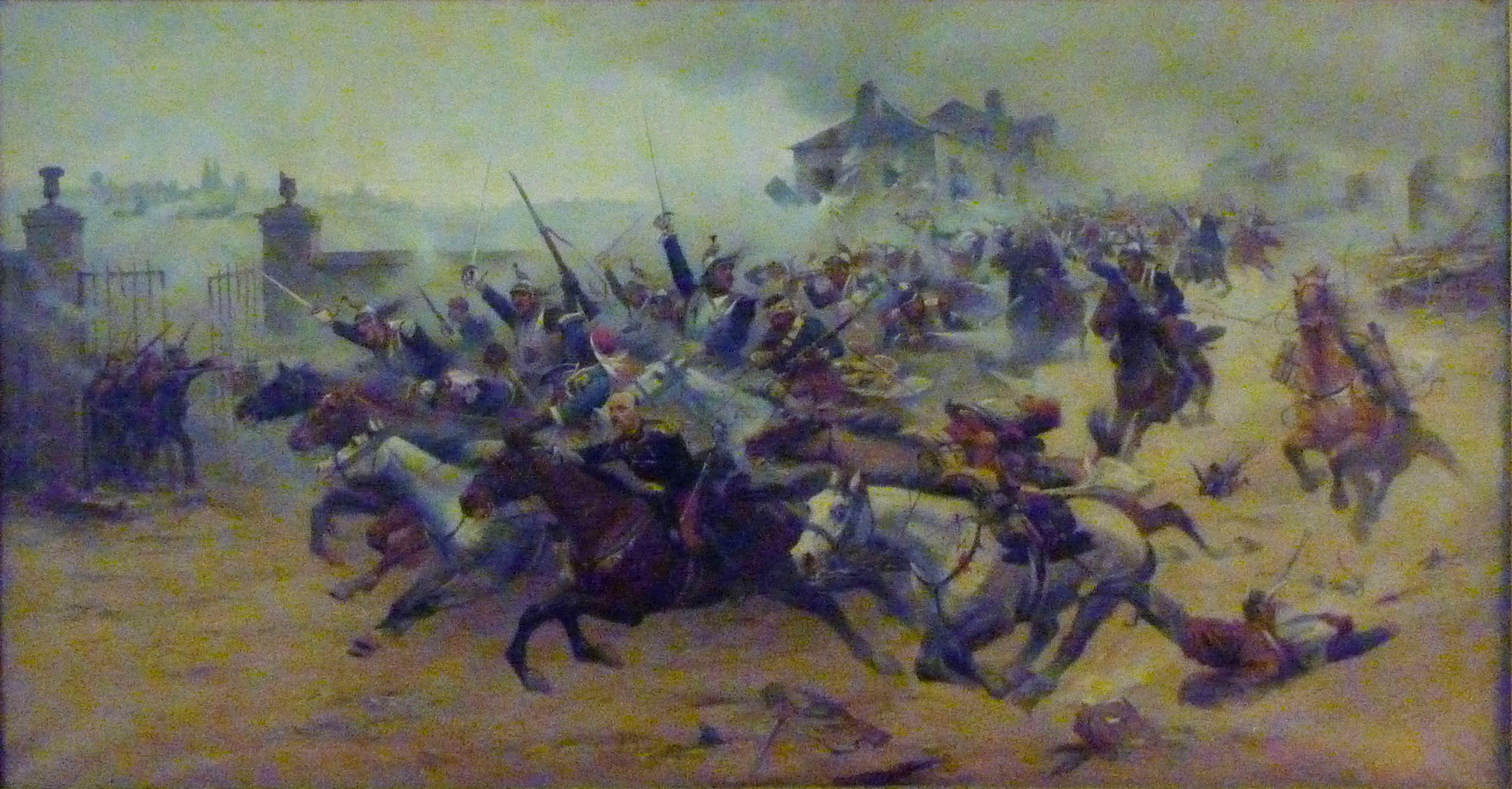
La Charge d'Allincourt, vers 1885.
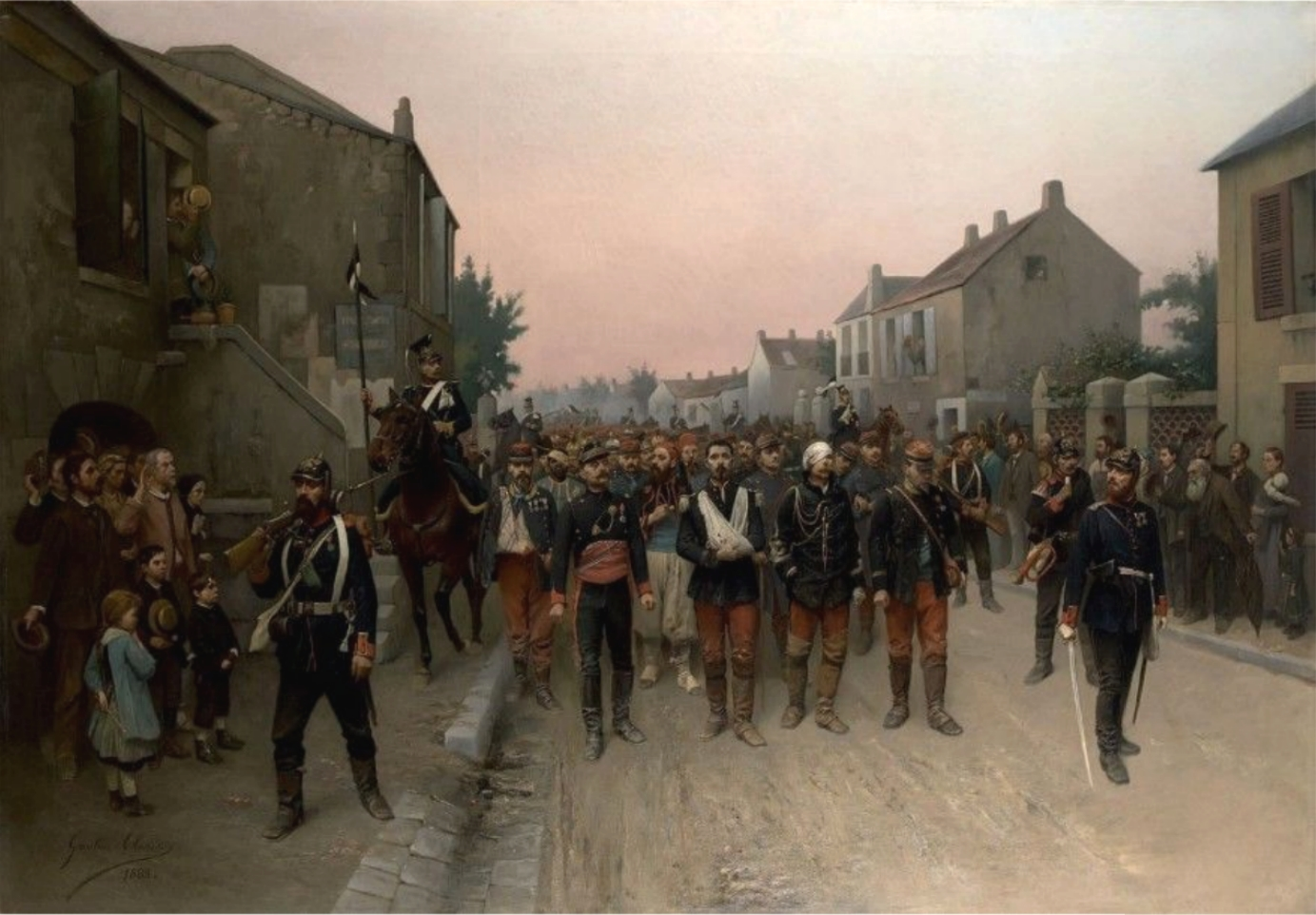
Prisonniers français escortés par des Prussiens, 1888
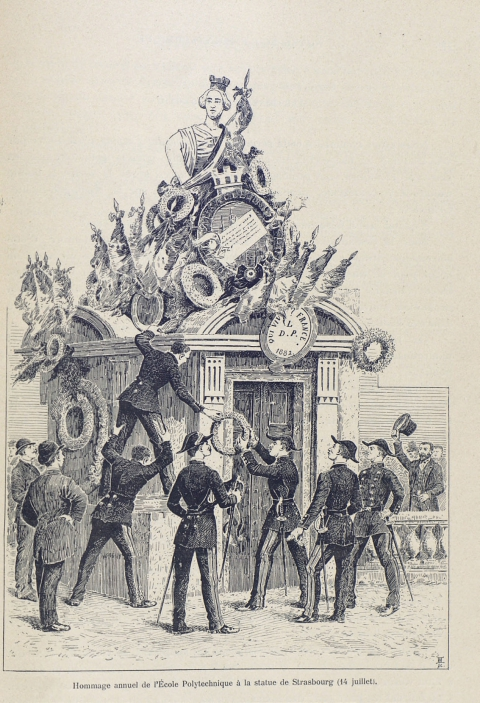
Hommage à la statue de Strasbourg, l'X, notre école polytechnique, 1895
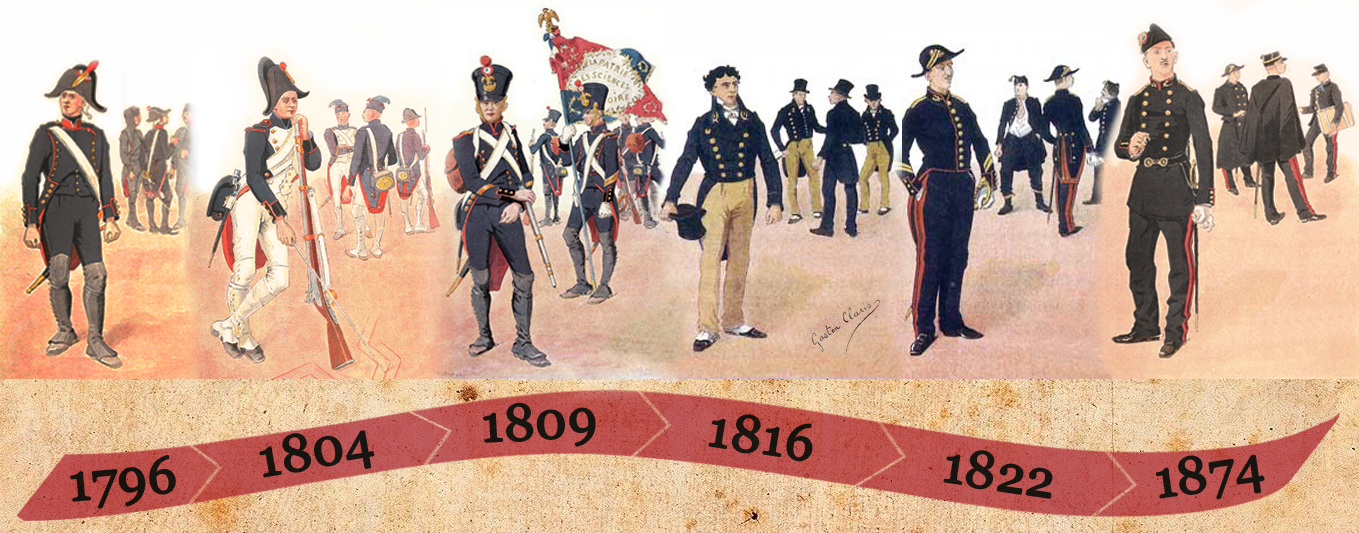
Les uniformes de Polytechnique, L'X, notre école polytechnique, 1895